# Langer Heinrich (Zug)
Als Langer Heinrich wurde ein etwa 4000 Tonnen schwerer Erzzug bezeichnet, welcher in den 1960er, 1970er und 1980er Jahren zwischen Nordwestdeutschland und dem Ruhrgebiet als Ganzzug verkehrte (sogenannter „Doppelpark“, der einfache Wagenpark für diese Züge bestand aus 25 Waggons mit 2000 t Gewicht und war nur mit einer Maschine bespannt). Im Sommerfahrplan 1974 verkehrten zum Beispiel täglich vier dieser Züge von Emden zum Ruhrgebiet und ins Saarland.

## Geschichtliche Entwicklung
Schon im 19. Jahrhundert wurde im Emder Hafen Erz umgeschlagen als Import für die Hütten des rheinisch-westfälischen Industriereviers. In Emden vollzog sich zum Ende des Jahrhunderts hin ein wirtschaftlicher Aufschwung durch seine Funktion als „Seetor“ des aufstrebenden Ruhrgebiets. Bereits 1900 war der direkte Kanalanschluss über den Dortmund-Ems-Kanal zum Ruhrgebiet fertiggestellt. Im Jahre 1913 wurde beispielsweise ein Achtel des Eisenerzimports des Ruhrgebiets über den Emder Hafen abgewickelt.
Nachdem der Hafen in Emden den Zweiten Weltkrieg relativ gut überstanden hatte, wurde wieder Importerz vom Seehafen in das Ruhrgebiet und das Saargebiet für die Schwerindustrie und die Stahlwerke geliefert. Die Verladung von vorwiegend schwedischen Erzen im Emder Hafen vollzog sich nicht mehr, wie anfänglich geplant, am Außenhafen, sondern verlagerte sich mehr und mehr zum Binnenhafen (Nord- und Südkai). Den Binnenschiffen kam bei diesem Geschäft eine besondere Bedeutung zu. Auf der Fahrt ins Ruhrgebiet war ihre Ladung Erze für die Hütten, und auf der Rückfahrt nach Emden wurde Kohle geladen.
Es wurden von der Stadt Emden am Südkai Investitionen in Form von Förderanlagen, Verladebrücken und Waggonkippern vorgenommen. Desgleichen entstanden Massengutumschlagsanlagen am Nordkai. Später wurden die Erze auch am Südkai geladen.

## Die Züge
Ein Erzwaggon wog beladen etwa 80 t, ergibt bei 4000 t Gesamtgewicht 50 Wagen zu 4 Achsen (gleich 200 Achsen), plus zwei Zugmaschinen zu je 10 Achsen ergibt Gesamtachsenzahl des Ganzzuges von 220. Hier wurden bei Überschreiten der 50 Wagen die Grenzen für Güterzüge teilweise erreicht: bis 2010 erlaubte die DB-AG-Richtlinie 408 „Züge fahren und Rangieren“ abweichend von dieser Festlegung bis zu maximal 250 Achsen.
Bekanntheit erlangte der Zug unter anderem deshalb, weil er auf der Emslandstrecke zwischen Emden Außenhafen und Rheine noch bis ins Jahr 1977 planmäßig von zwei schweren Dampflokomotiven der ölgefeuerten Baureihen 043 und 042 der Deutschen Bundesbahn gezogen wurde (bis zur vollständigen Außerbetriebstellung von DB-Dampflokomotiven).
Am Südkai in Emden befand sich früher der Emder Erzumschlaghafen. Im Bahnhof Emden Rbf wechselten die Züge die Fahrtrichtung und wurden mit Emder Rangierloks zum Südkai befördert, wo sie mit dem importierten Rohstoff beladen wurden. Zum Verschub der schweren Züge unter den Verladebrücken kamen eigens für diesen Dienst auf 80 t aufgelastete Dieselloks des Typs Henschel DH 360 D zum Einsatz. Die Großraum-Selbstentladewagen wurden von Dampf- oder Dieselloks in den Rangierbahnhof geschleppt und dort zu langen Ganzzügen mit 2.000 t oder 4.000 t zusammengestellt. Für die 2.000-t-Züge reichte die Kraftentfaltung einer der leistungsstarken Lokomotiven gerade noch aus, um die Last über die leicht ansteigende Ausfahrt auf die danach meist ebene, 140 km lange Emslandstrecke nach Rheine zu bringen. Von dort ging es weiter zum Zielbahnhof, teilweise mit Traktionswechsel.
Die schweren 4.000-t-Züge des Langen Heinrich verlangten jedoch immer den Einsatz von zwei Maschinen, die sich oft nach einem furiosen Start und schleudernden Rädern auf den Weg machten. Bespannt waren die Züge zum überwiegenden Teil mit den ölgefeuerten Maschinen der Baureihe 043 aus den Betriebswerken Emden und Rheine. Eine Kombinationen von Lokomotiven der Reihen 042 und 043 kam auch öfter zum Einsatz, gelegentlich auch zwei 042er und selten halfen auch noch letzte kohlegefeuerte 044er zusammen mit den beiden andern Baureihen aus, die bei einem Umbau eine Ölhauptfeuerung erhalten und 1967 ihren Einzug im Bw Rheine gehalten hatten.
In den 1960er Jahren wurden diese Züge noch mit zwei Loks der Baureihe 50 (oder mit einer V 100 als Vorspann) gezogen, es kamen damals auch noch Güterzugbegleitwagen zum Einsatz, die später zuerst bei Ganzzügen, danach auch bei Durchgangsgüterzügen entfielen. Erst als genügend 44er zur Verfügung standen wurden diese dann auch für den Langen Heinrich verwendet. Die Züge wurden durch die Baureihe 44 deutlich beschleunigt, denn die Baureihe 44 hatte im Vergleich zur Baureihe 50 deutlich mehr Leistungsreserven und eine wesentlich höhere Reibungslast.
Mit dem Einsatz der ölgefeuerten Maschinen war dann der Zenit des schweren Güterverkehrs bei der Deutschen Bundesbahn erreicht. Trotz 4000 t Last fuhren die Züge bis zu 80 km/h schnell.
Der Name „Langer Heinrich“ rührte daher, dass für die 4000-Tonnen-Züge Waggons mit verstärkten Kupplungen eingesetzt werden mussten, die seitlich durch ein großes „H“ („H wie Heinrich“) und/oder einen weißen Punkt („Weißpunktwagen“) gekennzeichnet waren. Daher verwendeten die Bahnangestellten auf dem Stellwerk bei der Zugmeldung gerne diesen Zugnamen. Dies hatte insbesondere deshalb Bedeutung, da für die 4000-Tonnen-Züge freie Durchfahrt zwischen Emden und Rheine sicherzustellen war – bei Bedarf wurden dafür auch Schnellzüge auf ein Überholgleis geschickt. Eine weitere Bezeichnung für diese Züge war in Kreisen der Bevölkerung entlang der Strecke „Braune Wand“, da die Wartezeit vor einem geschlossenen Bahnübergang immer besonders lang war, wenn die braune Wand aus den Erzwagen vorüberrollte. 
Weil außerhalb der Emslandstrecke der Personenverkehr Vorrang hatte, wurde für den Fall, dass auf der Moselstrecke Koblenz-Trier (weiter ins Saargebiet u. a. zur Dillinger Hütte) ein langer Heinrich oder ein 2000-t-Zug auf einem Überholgleis warten musste, dieser bis zu deren Elektrifizierung mit einer 44er-Zuglok und einer 50er-Schiebelokomotive bestückt, da es beispielsweise in Bullay hinter dem Pündericher Viadukt bis Wittlich bergauf ging.
Der Zug war – vor allem in den 1970er Jahren – ein beliebtes Fotomotiv. Mehrere der Dampflokomotiven, die die Erzzüge bespannten, sind erhalten geblieben. Eine davon steht im Bahnhofsbereich von Salzbergen, es handelt sich bei ihr um die 043 196-5. Da sie im Vorspannbetrieb oft die „Führungsrolle“ innehatte, ist die 44 381 eine bekannte Maschine des Langen Heinrich, die im Bayerischen Eisenbahnmuseum in Nördlingen als Ausstellungsstück erhalten blieb. Ebenso ist die 043 606-3 im Bayerischen Eisenbahnmuseum in Nördlingen ausgestellt. Eine weitere Lok dieser Baureihe, die 043 315-1, steht seit 2018 im Hof der Firma Märklin in Göppingen, 043 121-3 im Eisenbahnmuseum Tuttlingen, 043 681-6 in der Lokerlebniswelt in Horb und die 043 903-4 als letzte eingesetzte Maschine dieser Baureihe auf dem Bahnhofsvorplatz in Emden.

## Weblink
- Bilder vom Langen Heinrich